# سیوتا (پنسیلوانیا)
سیوتا (به انگلیسی: Sciota) یک منطقهٔ مسکونی در ایالات متحده آمریکا است که در پنسیلوانیا واقع شده‌است. سیوتا ۱۶۸٫۸۶ متر بالاتر از سطح دریا قرار دارد.